# 두랑고주

두랑고 주

두랑고주(스페인어: Durango)는 멕시코 북서부에 위치한 주로 주도는 두랑고이며 면적은 123,317km2, 인구는 1,667,374명(2012년 기준), 인구 밀도는 14명/km2이다. 1824년 5월 22일에 신설되었으며 39개 지방 자치체를 관할한다. 북쪽으로는 치와와주, 북동쪽으로는 코아우일라주, 남동쪽으로는 사카테카스주, 남서쪽으로는 나야리트주, 서쪽으로는 시날로아주와 접한다.

주기
주 문장